# Razas de perro de Portugal

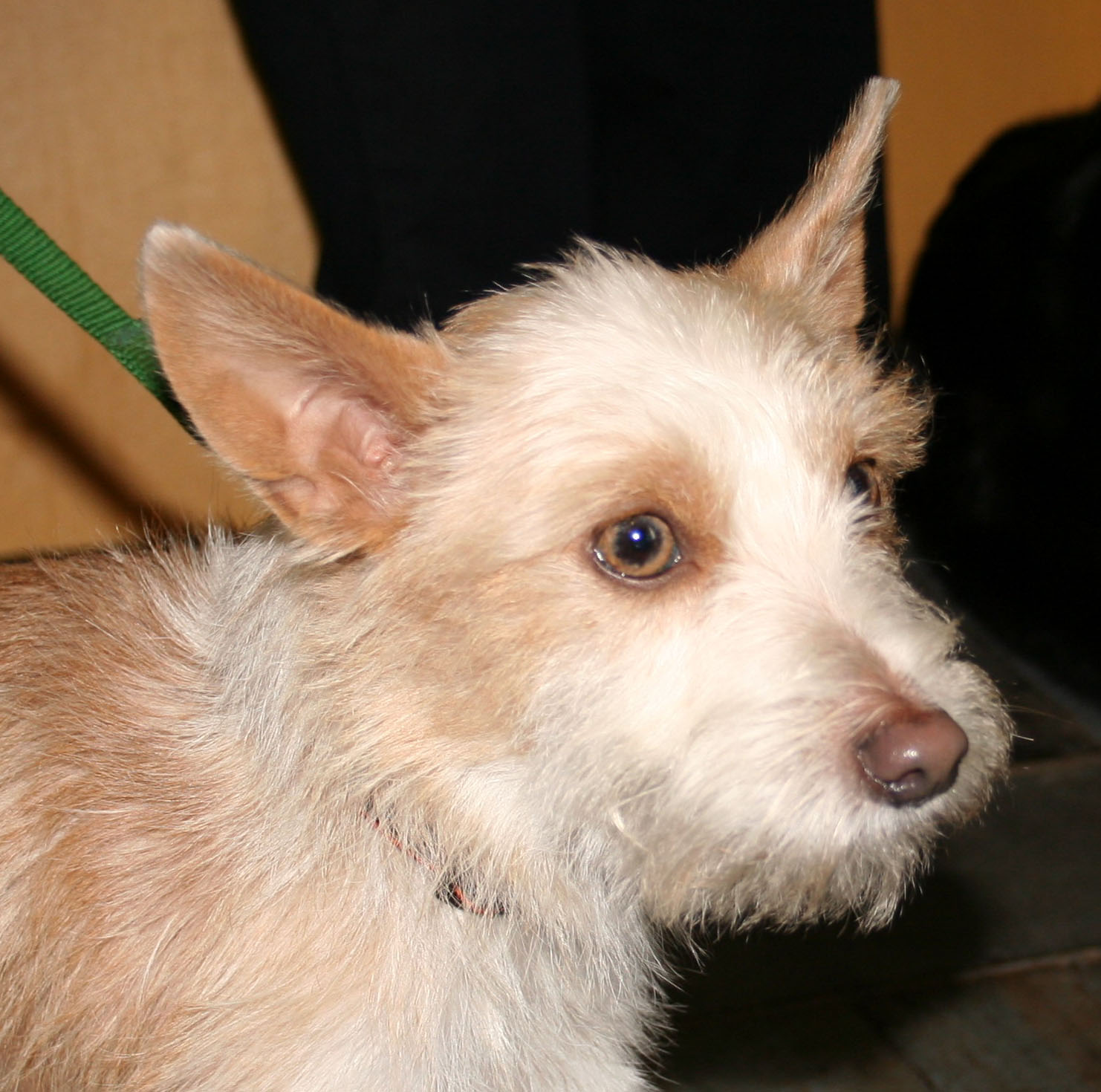
Podenco portugués.

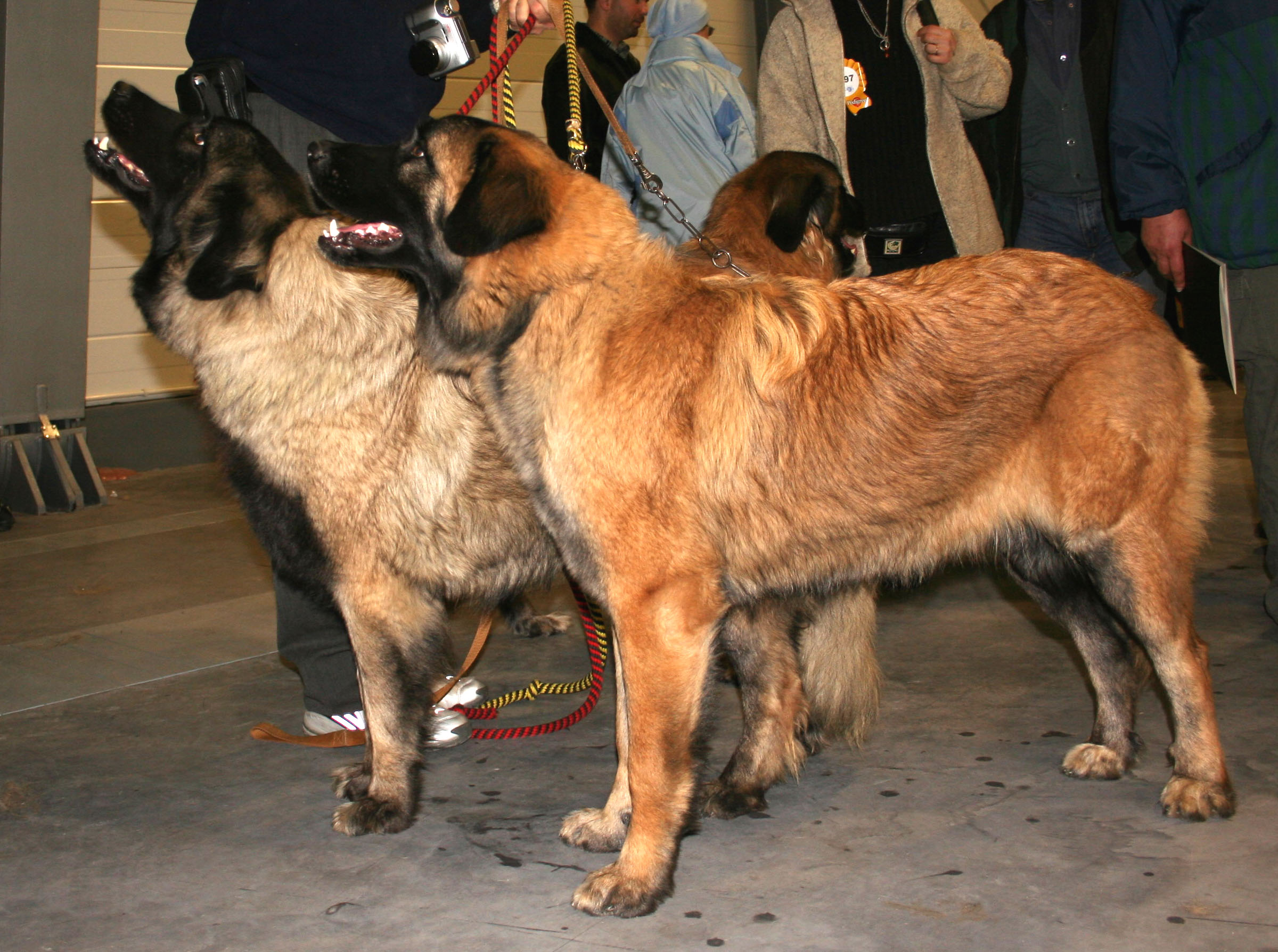
Cão da Serra da Estrela.

Portugal no destaca por la cantidad de razas caninas autóctonas cuya cría fomenta. Poseen el común denominador de ser todas razas rústicas y antiguas empleadas desde hace siglos para el pastoreo o la caza. Algunas se han adaptado con éxito al rol de animales de compañía. Actualmente existen ocho razas reconocidas por la FCI y tres no reconocidas.

## Razas oficiales de FCI
- Cão de Agua Português
- Cão da Serra da Estrela
- Cão da Serra de Aires
- Cão de Castro Laboreiro
- Cão de Fila de São Miguel
- Mastín de Tras os Montes
- Rafeiro do Alentejo
- Perdiguero portugués
- Podenco portugués

## Razas no oficiales en la FCI (pero oficiales en la CPC)
- Barrocal Algarvio (Portugués)
- Barbado da Terceira (Inglés)